# جزیره سگ‌ها
جزیره سگ‌ها (به انگلیسی: Isle of Dogs) یک فیلم پویانمایی استاپ‌موشن در ژانر علمی–تخیلی ماجراجویی به نویسندگی و کارگردانی وس اندرسن و محصول سال ۲۰۱۸ ایالات متحده آمریکا است که در شصت و هشتمین جشنواره بین‌المللی فیلم برلین (۱۵ فوریه سال ۲۰۱۸) به نمایش درآمد. داستان فیلم در ویران‌شهر واقع در آینده نزدیک ژاپن، و دربارهٔ پسری جوان به نام کویو رانکین است که پس از شیوع بیماری آنفولانزای سگ‌سانان و تبعید این گونه جانوری به یک جزیره، به دنبال سگ خود می‌گردد. برایان کرانستون، ادوارد نورتون، بیل مری، جف گلدبلوم، باب بالابان، گرتا گرویگ، فرانسیس مک‌دورمند، کورتنی بی. ونس، هاروی کایتل، اسکارلت جوهانسون، تیلدا سوینتن و یوکو اونو صداپیشگان این فیلم هستند.

## صداپیشگان
صداپیشگان فیلم به قرار زیر می‌باشند:
- برایان کرانستون در نقش چیف
- بیل مری در نقش باس
- جف گلدبلوم در نقش دوک
- اسکارلت جوهانسون
- اف. موری آبراهام در نقش ژوپیتر
- تیلدا سوینتن در نقش اوراکل
- کونیچی نومورا
- هاروی کایتل
- آکیرا ایتو
- آکیرا تاکایاما
- کویو رانکین
- یوکو اونو
- کورتنی بی. ونس در نقش راوی
- گرتا گرویگ
- فرانسیس مک‌دورمند
- باب بالابان
- لیو شرایبر
- ادوارد نورتون
- فرانک وود

## تولید

### توسعه
در اکتبر ۲۰۱۵ وس اندرسون اعلام کرد که با یک انیمیشن کمدی بازمی‌گردد.

### فیلم‌برداری
فیلم‌برداری در اکتبر ۲۰۱۶ در انگلستان آغاز شد.

## جوایز
| نتیجه     | عنوان جایزه            | تاریخ مراسم    | جایزه                     |
| --------- | ---------------------- | -------------- | ------------------------- |
| نامزد شده | بهترین فیلم پویا نمایی | ۲۴ فوریه ۲۰۱۹  | جوایز اسکار               |
| نامزد شده | بهترین موسیقی فیلم     | ۲۴ فوریه ۲۰۱۹  | جوایز اسکار               |
| نامزد شده | بهترین فیلم پویا نمایی | ۱۰ ژانویه ۲۰۱۹ | اتحاد خبرنگاران فیلم زنان |
| نامزد شده | بهترین انیمیشن زنان    | ۱۰ ژانویه ۲۰۱۹ | اتحاد خبرنگاران فیلم زنان |

## انتشار
فاکس سرچلایت پیکچرز در ۲۳ دسامبر ۲۰۱۸، اعلام کرد فیلم در سال ۲۰۱۸ اکران خواهد شد. نخستین نمایش فیلم در ۱۵ فوریه ۲۰۱۸، و در طی شصت و هشتمین جشنواره بین‌المللی فیلم برلین بود.